# Stanisław Cywiński (inżynier)
Stanisław Cywiński (ur. 31 października 1884 w Iłży, zm. 25 września 1939 w Warszawie) – polski inżynier, konstruktor lotniczy.

## Życiorys
Szkołę średnią ukończył we Lwowie. Studia rozpoczął na Wydziale Matematycznym Uniwersytetu Kijowskiego, po roku przenosząc się na Wydział Mechaniczny Politechniki Lwowskiej, gdzie w 1906 ukończył studia i wyjechał na rok na praktykę zawodową do Szwajcarii do zakładów w Gerlafingen. W trakcie praktyki uzyskał wysokie noty i nagrodę pieniężną. Dzięki tym pieniądzom w 1910 wraz z Czesławem Zbierańskim zbudował swój pierwszy samolot znany jako Zbierański i Cywiński, a zarazem pierwszy latający samolot skonstruowany i zaprojektowany na ziemiach Polskich, którego oblatał Michał Scipio del Campo. W czasie I wojny światowej w Rosji, do Polski wrócił w 1918; pracował w Sekcji Żeglugi Napowietrznej w Ministerstwie Spraw Wojskowych.
W 1920 objął stanowisko kierownika technicznego w zakładach E.Plage & T.Laśkiewicz w Lublinie, a w 1925 przeniósł się do Podlaskiej Wytwórni Samolotów na stanowisko kierownika biura konstrukcyjnego. Brał udział w projektowaniu takich maszyn jak: szybowce Lublin-1 i Lublin-2, samolot PWS-1, PWS-3, PWS-10, PWS-21 i PWS-21 bis oraz PWS-24.
W 1935 przeniósł się do Warszawy, gdzie pracował jako szef montażu w Państwowych Zakładach Lotniczych, przy produkcji samolotów PZL P-11c, PZL-23 Karaś i eksportowych PZL P-24.
Zginął z powodu odniesionych ran 25 września 1939 roku przy gaszeniu płonącego domu podczas bombardowania Warszawy. Pochowany na cmentarzu Powązkowskim w Warszawie (kwatera 317-4-24,25).

## Ordery i odznaczenia
- Złoty Krzyż Zasługi (13 maja 1933)[2]
- Srebrny Krzyż Zasługi (10 sierpnia 1929)[3]